# José Manuel López López
Pour les articles homonymes, voir José López et López.
José Manuel López López (né à Madrid le 15 janvier 1956) est un compositeur espagnol de musique contemporaine.

## Biographie
José Manuel Lopez Lopez, étudie au conservatoire de Madrid le piano, la composition et la direction d'orchestre. Il poursuit ensuite des études de musicologie à l'université Paris-VIII où il enseigne actuellement[Quand ?].
Titulaire d'un DEA spécialisé dans la musique du XXe siècle (Ircam & École des hautes études en sciences sociales), il a également suivi les enseignements de Luis de Pablo, Olivier Messiaen, Luigi Nono, Pierre Boulez, Franco Donatoni et le cursus de composition assisté par ordinateur à l'Ircam.
 
Sa musique a été récompensée plusieurs fois, notamment par l'ISCM, International Society for Contemporary Music, Société internationale de musique contemporaine, et l' International Computer Music Conference. Elle fut interprétée dans les festivals les plus importants.
 
Les ministères de la Culture espagnols et français, la Fondation Caja, l'Ircam, l'Orchestre national d'Espagne, Radio-France et Musica sont parmi ses commanditaires.
En 1996, José Manuel Lopez Lopez a été lauréat de l'Association française d'action artistique (AFAA) pour réaliser un projet de composition (Haïkus d'automne) à la Villa Kujoyama à Kyoto, et en 1997, lauréat de l'Académie espagnole des Beaux-Arts à Rome.
Fin 2007, il prend la direction artistique de l'auditorium national de musique de Madrid.
Depuis 2017, il est l'un des deux professeurs de composition instrumentale au conservatoire à rayonnement régional de Paris.

## Composition

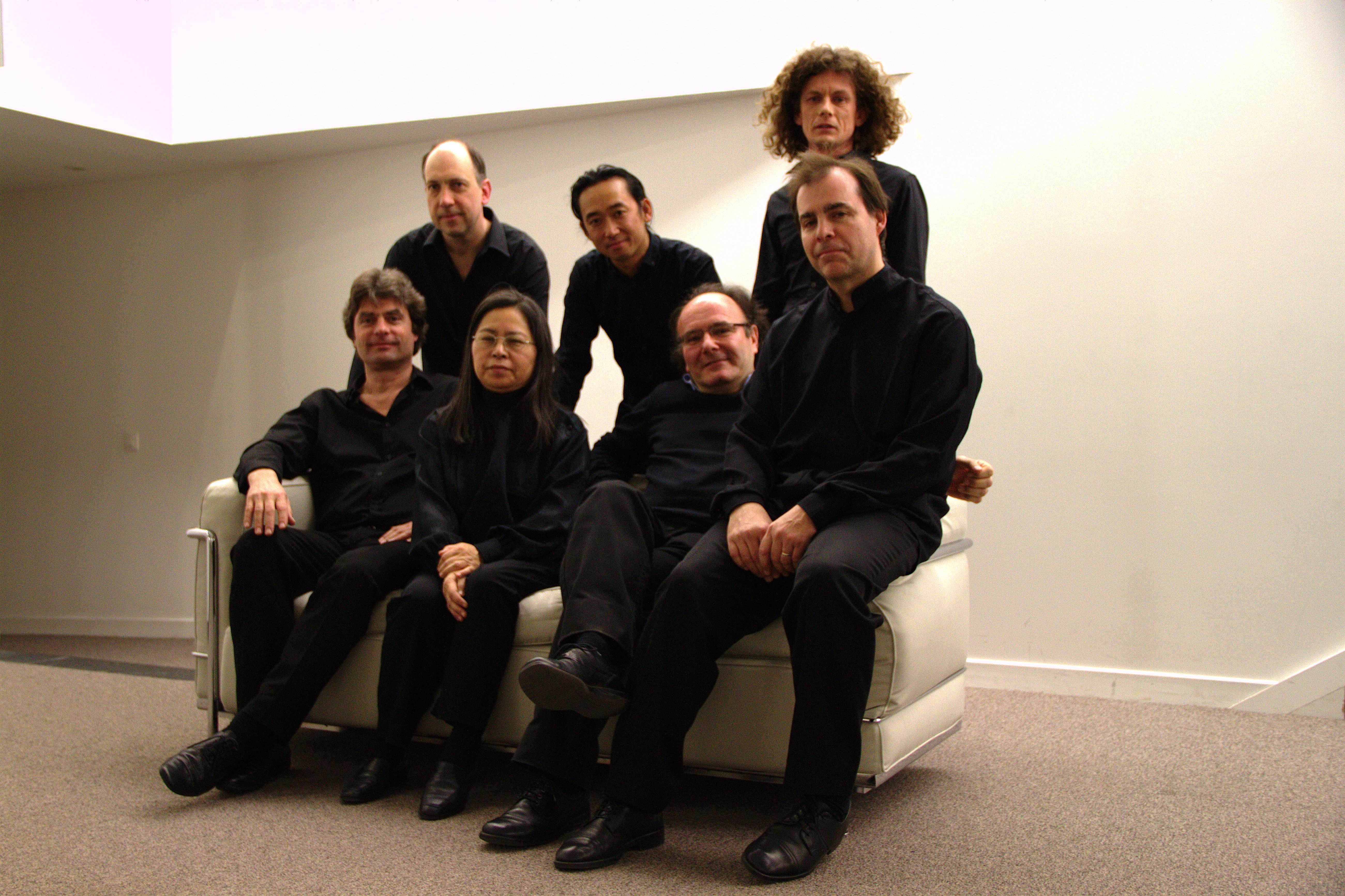
José Manuel López López et les Percussions de Strasbourg en avril 2013.

Dans l'art contemporain, la connaissance auparavant intuitive des paramètres est devenue forcément explicite, même si cet explicite n'est souvent qu'inconscient. Mais la musique, qui a tous les sens et même au-delà, transmet un caractère qui lui est par essence immanent ; elle existe donc au-delà des objets ou des éléments qui la composent. Elle attend tout d'une perception aux aguets qui doit identifier dans des attributs parfois difficiles à délimiter, voire trompeurs et illusoires, sa puissance et sa forme vivante.
Pour aller à la rencontre de la musique de José Manuel López López, il faut
donc y reconnaître avant tout sa force de conviction et la symbiose qu'elle construit autour de ces formes de perception de notre environnement.
José Manuel Lopez Lopez utilise l'apport de l'informatique pour fonder sa composition sur une approche quasi génétique du cœur de la matière sonore. Il utilise en général des timbres riches, par exemple le piano (Concerto pour piano, 2003-2005, Un instante anterior al tiempo, 2006), ou des sons cuivrés (Lituus, 1991, El margen de indefinicion, 2001), ou la voix (Sottovoce [1995]), qui lui permettent de réexposer dans la conception harmonique de l'œuvre les rapports existants dans la décomposition spectrale du timbre de ces instruments.
Dès Aquiléa (1986), première pièce importante de sa musique de chambre, il affirme ces caractères fondamentaux de toute son expression musicale : 
- superposition de temporalités indépendantes donnant l'illusion de différents niveaux de flux simultanés,
- variations mélodiques multipolaires accentuant la fuite du temps,
- contrastes dynamiques et harmoniques appuyant des articulations,
- traitement du timbre par fusion de registres très proches et incorporation de micro-intervalles.

Soudain pour l'auditeur, la dynamique de la relation entre le temps et l’espace organise parfaitement la trame de la forme de l’œuvre sous des effets de reliefs variables, comme une sculpture sonore tridimensionnelle qui se dévoilerait sous ses différents angles d’écoute.
Son écriture se révèle en fait comme la construction d'un espace commun du sensible. Abordant des domaines inhabituels du timbre du piano (bien que présents lors de toute interprétation), il les met au premier plan (Un instante anterior al tiempo, 2006). Bâtissant dans le temps certains processus perceptifs, il imprègne sa démarche musicale d'une logique déduite, d'elle-même, du matériau qu'il tâche d'organiser.
Le temps
Ce matériau musical se déploie au travers de lois d’organisation qui obéissent, comme notre perception, à des structures évoluant dans le temps. D'infimes variations dans l'ordre de la microtonalité tout autant que dans celui de la macroforme, s'influencent mutuellement.
Certaines correspondances entre le synchronique et le diachronique, le simultané et le consécutif, la microforme et la macroforme servent alors de fondement à la construction de nouvelles fonctions perceptives de l'œuvre.
La poïétique
Poussant cette logique de l'œuvre jusqu'au bout, sa musique est allée à la rencontre de la littérature, sans doute pour y retrouver cette adaptation des deux pôles du mot sens, sensation et sémantique. C'est ainsi qu'après s'être inspiré de textes du XIIe siècle de Pedro Alfonso (De silentio, Sottovocce) il aborde le conte populaire (Pluma de Hu, 2000), puis des textes contemporains pour son opéra les villes invisibles (d'après le texte éponyme d'Italo Calvino 2004 – 2006).
Durant son séjour au Japon, il prend un plaisir certain à la lecture des Haïkus. Ils lui inspireront la création d' Haïkus d'automne, 1997, Viento de Otoño, 1998, Le parfum de la lune, 2003, qui sont tirés des plus célèbres auteurs de ces formes de poésie. En 2005 c'est au tour de la poésie chinoise de lui inspirer El arte de la siesta, curieux aboutissement d'une mixité des sensations poétiques et poïétiques.
En s'attachant à aller à la rencontre d'autres arts, José Manuel López López a même poussé cette logique des congruences synesthésiques à son plus haut point. Avec Pascal Auger pour Octandre (2001) et La céleste (2004), avec José Manuel Broto pour Estudios sobre la modulacion métrica (2003) et le DVD retraçant l’intégrale de sa musique pour piano, il explore une connivence avec la vidéo, qu'il portera à son point le plus abouti dans deux opéras multimédia La noche y la Palabra (2004) et Les villes invisibles (2004-2006).
De ces expériences, José Manuel López López a su dégager une synthèse personnelle des tendances de la musique actuelle, une intuition du perçu et du construit qui lui permet d’élargir le discours musical à toutes les finesses de nos perceptions.
Parmi ses principales compositions, on citera :
- Agua y cuadrante (huit musiciens, 1992)
- Concerto pour violon et orchestre (1995)
- Diesseits (trompette, ensemble instrumental, électronique, 1993)
- A tempo (violoncelle solo et sept musiciens, 1998)
- Haïkus d'automne (voix solistes et six musiciens, 1997)
- African Winds (clarinette basse, marimba vibraphone, 1998)
- Movimientos (deux pianos et orchestre, 1998)
- L'art de la sieste et autres plaisirs poétiques de l'été, accordéon et ensemble, 2005
- Les villes invisibles (opéra multimédia, 2004-2006)

## Prix
- 2000 : Prix national de musique
- 2012 : La Sacem lui a décerné le prix Francis et Mica Salabert  pour sa pièce Metro Vox In memoriam Iannis Xenakis
- 2013 : l’Académie Française des Beaux Arts lui a attribué le prix René Dumesnil
- 2021 : Prix de confirmation en composition musicale de la Fondation Simone et Cino Del Duca - Institut de France est décerné tous les 3 ans sur proposition de la section de composition musicale de l’Académie des beaux-arts. Un prix de commande a été attribué à José Manuel López López auquel il a été passé commande d’une œuvre originale créée sous la Coupole de l’Institut de France lors de la Séance solennelle de l’Académie des beaux-arts en novembre 2022.